# Ibrajewo (rejon kigiński)
Ibrajewo (ros. Ибраево) – wieś (sieło) w Rosji, w Baszkortostanie, w rejonie kigińskim. W 2010 liczyła 471 mieszkańców.